# Offuttova letecká základna
Offuttova letecká základna (anglicky Offutt Air Force Base; kód IATA je OFF, kód ICAO KOFF, kód FAA LID OFF) je vojenská letecká základna letectva Spojených států amerických nacházející se v bezprostřední blízkosti města Bellevue ve státě Nebraska. Sídlí zde Velitelství strategických vzdušných sil (USSTRATCOM) a agentura letectva pro předpověď počasí Air Force Weather Agency.
Je domovskou základnou 55. křídla (55th Wing; 55 WG) podléhajícího Velitelství vzdušného boje (Air Combat Command). Úkolem 55 WG je letecký průzkum, zajišťování a poskytování výzvědných informací a dále pak provádět cílené elektronické útoky kdykoli a kdekoli je toho zapotřebí.
Předchůdce dnešní základny vznikl v září 1918 jako letiště pro horkovzdušné balony Armádní letecké služby. V roce 1924 bylo letiště pojmenováno na počest místního rodáka Jarvise Offutta, amerického pilota, který padl v první světové válce.